# Kamptozoa
Embranchement
Classes de rang inférieur
- Entoprocta
- Cycliophora

Les Kamptozoa (ou les Kamptozoaires) sont un clade ou un embranchement de Lophotrochozoaires rassemblant les Entoproctes et les Cycliophores.

## Liste des sous-groupes
Selon ITIS (25 février 2016) :
- Cycliophora
- Entoprocta